# Дольник, Виктор Рафаэльевич
Ви́ктор Рафаэ́льевич До́льник (13 января 1938, Свердловск — 4 ноября 2013, Санкт-Петербург) — советский и российский орнитолог, доктор биологических наук, профессор, главный научный сотрудник Зоологического института РАН. Вице-президент Российского орнитологического общества, почётный иностранный член орнитологических обществ США, Германии, Нидерландов.

## Биография
Виктор Рафаэльевич родился в 1938 году в Свердловске в семье инженеров. Отец — Рафаэль Матвеевич Дольник (1912, Екатеринбург — 1988), инженер-строитель. В 1955—1960 годах Виктор Дольник учился на биолого-почвенном факультете ЛГУ. Область научных интересов — орнитология, количественное изучение биологии, экологии и поведения птиц, происхождение и эволюция энергетического метаболизма животных, этология.
Около 30 лет возглавлял орнитологическую станцию на Куршской косе, причём 22 года как и. о. директора. Член редакционно-издательского совета ЗИН, член редколлегии журнала Avian Biology and Ecology. Почётный член Американского орнитологического общества. Член-корреспондент Германского и Голландского орнитологических обществ.
- в 1967 защитил кандидатскую диссертацию
- в 1967—1989 — директор биостанции Зоологического института АН СССР (ЗИН) на Куршской косе
- в 1976 году защитил докторскую диссертацию
- с 1983 — профессор
- с 2004 — действительный член РАЕН

Широкую известность учёному принесли публикации в конце 1980-х — 1990-х годах статей по этологии человека. На основе этих работ Дольник опубликовал популяризаторскую книгу «Непослушное дитя биосферы» (1994), по мнению некоторых критиков содержащую много спорных и неподтверждённых высказываний. Состоявшаяся в Институте биологии и психологии человека (Санкт-Петербург) в феврале 2003 года Межвузовская научная конференция «Агрессия: биологические, психологические и философские аспекты» была посвящена 65-летию учёного и выходу в свет 3-го издания его книги «Непослушное дитя биосферы».
Виктору Дольнику посвящена повесть Андрея Битова «Птицы, или Новые сведения о человеке» (1971, 1975). В повести он фигурирует под именем доктор Д.

## Семья
- Первая жена — Татьяна Блюменталь, орнитолог[3].
  - Дочь  — Елена[3]
- Вторая жена (с 1968) — Татьяна Дольник, урождённая Смирнова, гидробиолог[3]

### Научные публикации
В. Р. Дольник — автор более 200 научных работ, в том числе девять монографий. Совместно с М. А. Козловым написал учебник по зоологии для средней школы, несколько раз переиздававшийся.
Монографии
- Дольник В. Р. Миграционное состояние птиц.— М.: Наука, 1975. 398 с.
- Дольник В. Р. Ресурсы энергии и времени у птиц в природе.— СПб: «Наука», 1995. 360 с.
- Дольник В. Р. Гипотеза о «теплокровных» динозаврах в свете энергетики современных животных // Успехи современной биологии, 1998. Т. 118, вып. 6: 661—678.
- Дольник В. Р. Аллометрическое «устройство» энергетики рептилий // Зоологический журнал, 1999. Т. 78, № 11: 1330—1339.
- Дольник В. Р. Реконструкция энергетики птерозавров на основе данных об энергетике современных видов // Журн. общ. биологии, 1999. Т. 60, № 4: 359—375.

Работы в соавторстве
- Дольник В. Р. Аллометрия репродукции у пойкилотермных и гомойотермных позвоночных животных // Известия Академии Наук. Серия биологическая, 2000. № 6: 702—712.
- Дольник В. Р. Стандартный метаболизм у позвоночных животных: в чём причины различий между пойкилотермными и гомойотермными классами // Зоологический журнал, 2002. Т. 81, № 6: 643—654.
- Дольник В. Р. Происхождение гомойотермии — нерешённая проблема // Журн. общ. биологии, 2003. Т. 64, № 6: 451—462.
- Дольник В. Р. Масса тела, энергетический метаболизм и время в жизни птиц // Зоологический журнал, 2006. Т. 85, № 10: 1155—1163.
- Дольник В. Р., Горшков В. Г. Энергетика биосферы // Успехи физических наук, 1980. Т. 131, вып. 3: 441—478.
- Козлов М. А., Дольник В. Р. Зоология. Атлас. Насекомые. — СПб.: ЧеРо-на-Неве, М.: изд. МГУ, издания 1999, 2000. — 32 с.
- Козлов М. А., Дольник В. Р. Ракообразные и паукообразные. — СПб.: ЧеРо-на-Неве, М.: изд. МГУ, 2000. — 32 с.
- Козлов М. А., Дольник В. Р. Рыбы. — СПб.: ЧеРо-на-Неве, М.: изд. МГУ, 2000. — 32 с.

### Научно-популярные
- Дольник В. Р. Рок рока // Знание — сила. — 1988. — № 4. — С. 66—72.
- Дольник В. Р. О брачных отношениях Архивная копия от 4 сентября 2021 на Wayback Machine // Знание — сила. — 1989. — № 7. — С. 72—77.
- Дольник В. Р. Существуют ли биологические механизмы регуляции численности людей? Архивная копия от 2 сентября 2021 на Wayback Machine // Природа. — 1992. — № 6. — С. 3—16.
- Дольник В. Р. Этологические экскурсии по запретным садам гуманитариев Архивная копия от 14 июля 2014 на Wayback Machine // Природа. — 1993. — № 1. — С. 72—85.
- Дольник В. Р. Кто сотворил Творца? // Знание — сила. — 1993. — № 1. — С. 72—82.
- Дольник В. Р. Homo militaris. Статья первая // Знание — сила. — 1994. — № 1. — С. 127—138.
- Дольник В. Р. Homo militaris. Статья вторая // Знание — сила. — 1994. — № 3. — С. 98—109.
- Дольник В. Р. Естественная история власти. Статья первая // Знание — сила. — 1994. — № 10. — С. 12—21.
- Дольник В. Р. Естественная история власти. Статья вторая // Знание — сила. — 1994. — № 11. — С. 36—45.
- Дольник В. Р. Непослушное дитя биосферы. — 1994, 2003, 2007, 2009, 2011, 2012, 2013, 2016, 2018 (10-е изд.).
- Дольник В. Р. Право на землю // Знание — сила. — 1995. — № 5. — С. 79—87.
- Дольник В. Р. Жизнь — разгадка пола или пол — разгадка жизни? Архивная копия от 4 сентября 2021 на Wayback Machine // Химия и жизнь. — 1995. — № 9. — С. 88—97.
- Дольник В. Р. Жизнь — разгадка пола или пол — разгадка жизни? (окончание) // Химия и жизнь. — 1995. — № 10-12. — С. 40—50.

## Награды
- Медаль «За трудовое отличие»
- Медаль «Ветеран труда»
- Премия им. акад. И. П. Павлова (2005)